# Lamberto Duranti
Pour les articles homonymes, voir Duranti.
Lamberto Duranti (Ancône, 21 janvier 1890 - Vienne-le-Château, 5 janvier 1915) était un patriote et journaliste italien.

## Biographie

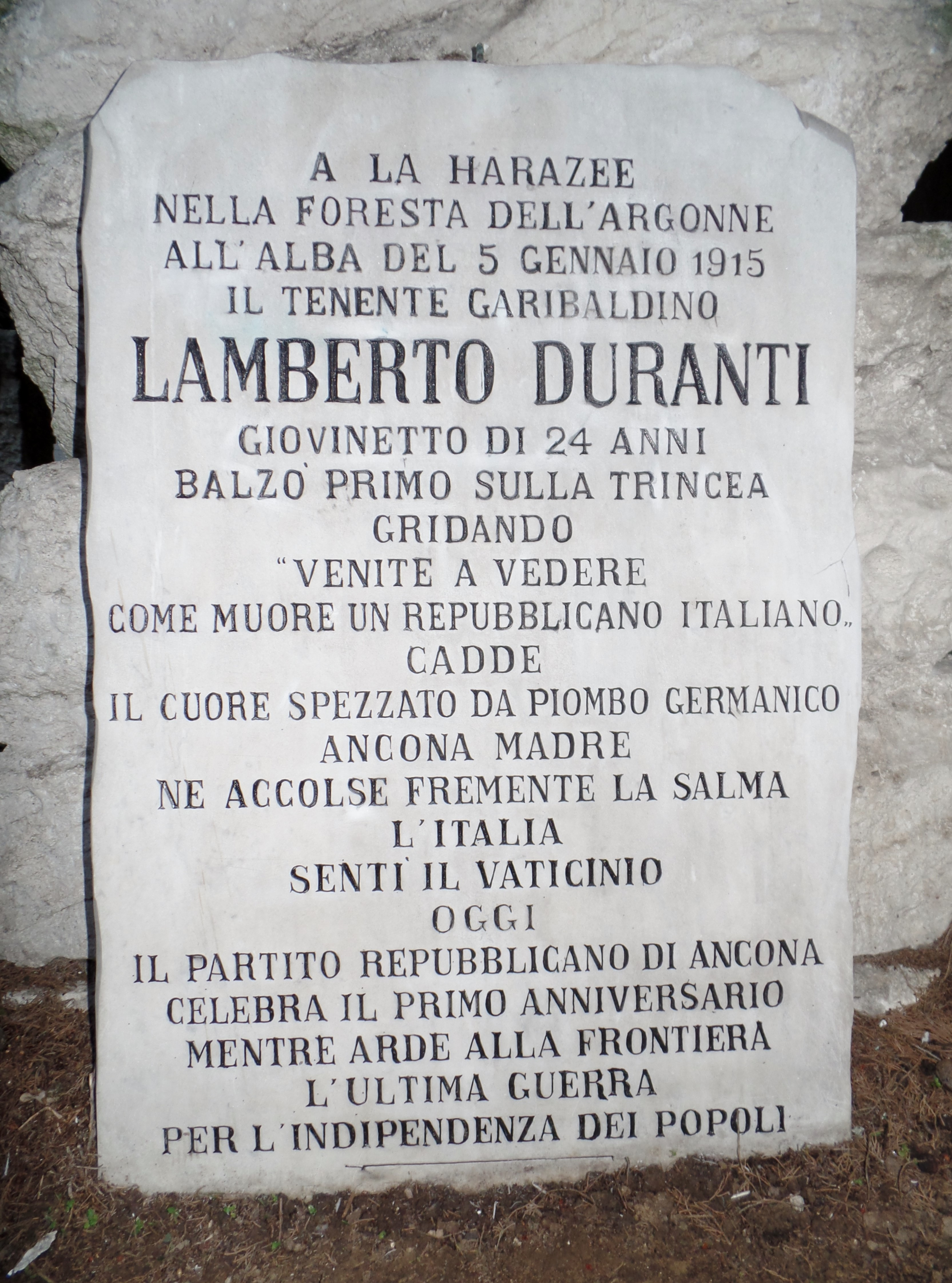
Lamberto Duranti Tavernelle AN - plaque

Journaliste de foi républicaine, secrétaire dans des organisations ouvrières et politiques, de caractère aventureux, il part aider en Sicile après le tremblement de terre de Messine de 1908, puis se porte volontaire garibaldien en Albanie en 1911 et 1912, pendant la guerre gréco-turque de la première guerre balkanique contre l'Empire ottoman, participant à la bataille du mont Disko en Grèce, qui aboutit à la prise de Ioánnina.
Au début de la Première Guerre mondiale en 1914, il s'engage en France dans le Corps des volontaires italiens, est nommé lieutenant (tenente) et est affecté à la 8e compagnie (deuxième bataillon) de la Légion garibaldienne opérant dans la région de l'Argonne en France, où certains des neveux de Garibaldi s'étaient également engagés, parmi lesquels Bruno et Costante Garibaldi.
Le 5 janvier 1915, près de La Harazee, dans la forêt d'Argonne, pendant l'attaque de Courtes Chausses, il reçoit une balle dans le cœur et meurt dans la tranchée du Four de Paris, dans la Marne; une description de sa mort au combat est donnée dans le livre de Camillo Marabini, Diario di un Garibaldino alla guerra franco-tedesca (Journal d'un Garibaldino à la guerre franco-allemande), page 155, qui a inspiré les mots gravés sur sa pierre tombale.
Son corps a été rapatrié en Italie et enterré avec les honneurs militaires.
La tombe de Duranti se trouve dans le cimetière de Tavernelle di Ancona, près de l'entrée principale, à côté de celle de plusieurs patriotes du Risorgimento.
La nouvelle de la mort de Duranti a été publiée dans le journal Il Messaggero du 7 janvier 1915 en page 1 et du 9 janvier 1915 en page 2 avec des photos, dans la Gazzetta Ufficiale del Regno d'Italia no 5 du 8 janvier 1915 en page 144 et dans le journal La Stampa di Torino des 11, 12 et 14 janvier 1915 en page 5.
Le consul de France, l'ancien maire d'Ancône et le publiciste de Forlì Pietro Nenni, alors républicain, assistent à ses funérailles. La nouvelle est publiée dans la Gazzetta Ufficiale del Regno d'Italia n° 10 du 14 janvier 1915 à la page 298.

## Reconnaissances
La ville d'Ancône a donné le nom de Lamberto Duranti à une rue près de la mer, dans le quartier Adriatique, près de Passetto.
Dans l'escalier monumental, à l'intérieur du Palazzo degli Anziani (Ancône), son nom est inséré en dernier dans la 10e colonne en bas à droite de la plaque de marbre, réalisée en 1921 par le sculpteur anconais Mentore Maltoni, sur laquelle sont gravés les 614 noms des Anconais tombés pendant la Première Guerre mondiale.
Son sacrifice est immortalisé en 1965 dans la carte postale commémorant les célébrations du 50e anniversaire de la campagne de Garibaldi en Argonne (1914-15/1964-65): une carte postale avec un timbre représentant Giuseppe Garibaldi a été émise pour le centenaire de sa mort.

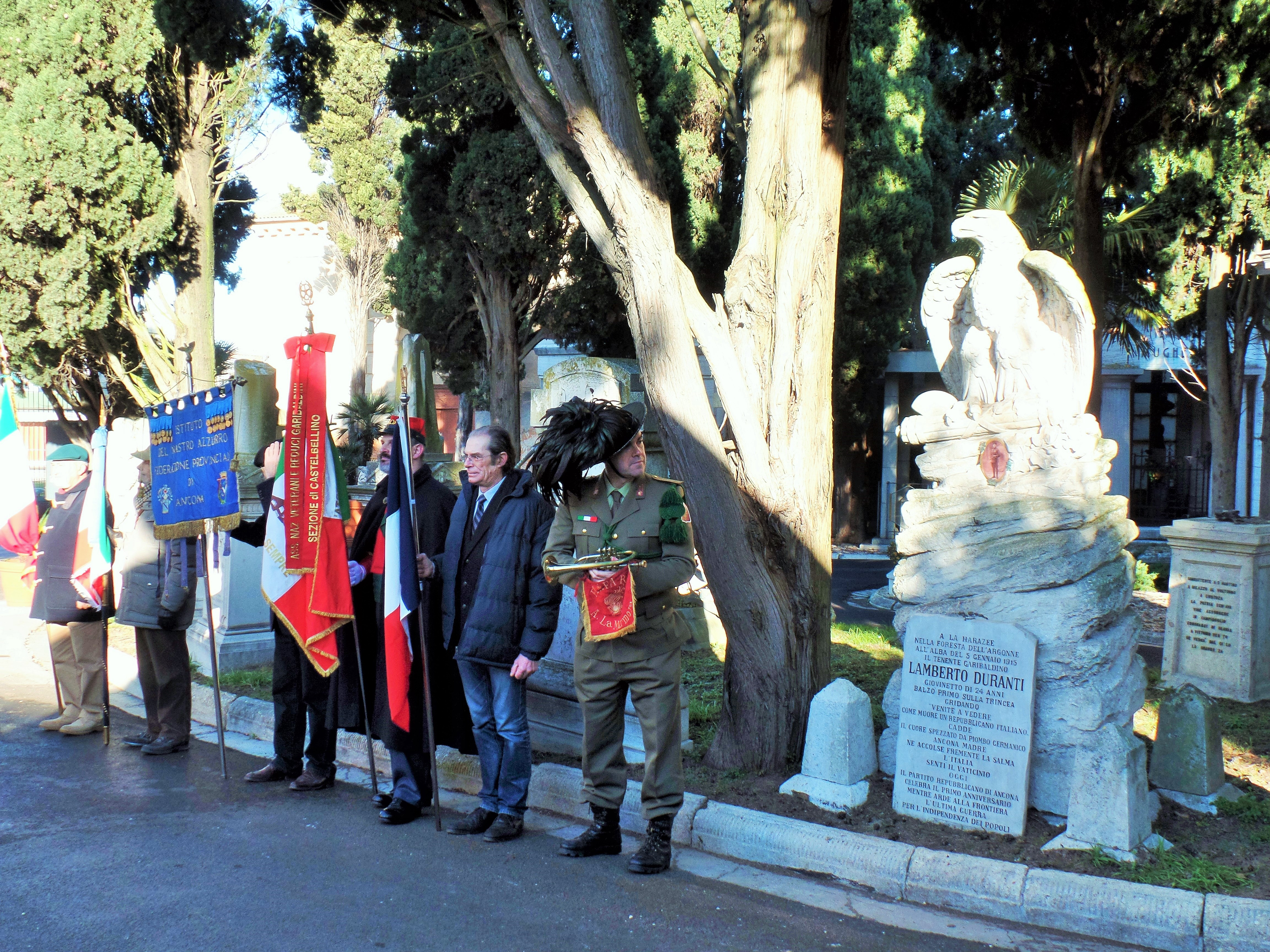
Commémoration marquant le centenaire de la mort

## Commémorations
Pour le centenaire de sa mort, une cérémonie de commémoration a été organisée près du mémorial.